# Les Caméléons
Les Caméléons sind eine französische Ska- und Rockband, die aus dem französischen Département Loire-Atlantique kommen. Entstanden aus dem Geist des Alternative Rock der 1980er treten sie in die Fußstapfen von Bands wie Negu Gorriak, Les Wampas oder auch Mano Negra.

## Geschichte
Fünf Musiker aus Nantes gründeten 1991 eine Rockband, zu der 1995 noch ein Posaunist und 1997 noch ein Saxophonist stießen. Seit ihrem ersten Album aus dem Jahre 1995 treten Les Caméléons in ganz Frankreich und auch im Ausland insbesondere in alternativen Clubs und auf  größeren Festivals auf. Sie kombinieren in ihrer Musik Ska mit Rockeinflüssen wie Punkrock und Latin-Rock, die Bläser stehen dabei besonders im Vordergrund. Ihre Texte singen sie in Französisch und Spanisch. 
Les Caméléons haben bis dato neun Alben veröffentlicht. Im September 2007 wurde Mike von Quentin an der Posaune ersetzt. Im November 2007 stieg Sam (Trompete) aus der Band aus. Er wurde durch Marc ersetzt. 2010 hat sich die Bandbesetzung geändert. 2011 feiert die Band ihr 20-jähriges Bandjubiläum. 2013 erschien ihr neues Album Les Caméléons.

## Diskografie
Alben

| Jahr | Titel              | Höchstplatzierung, Gesamtwochen, AuszeichnungChartsChartplatzierungen (Jahr, Titel, Platzierungen, Wochen, Auszeichnungen, Anmerkungen) | Anmerkungen |
| Jahr | Titel              | FR | Anmerkungen |
| ---- | ------------------ | --- | ----------- |
| 2003 | Joyeux bordel      | FR111 (3 Wo.)FR | Small Axe   |
| 2005 | Live               | FR157 (3 Wo.)FR | Wagram      |
| 2006 | Pas de concessions | FR136 (3 Wo.)FR | Wagram      |

Weitere Alben
- 1995: Viva La Fiesta (Guindaille/Selbstvertrieb)
- 1997: Hay La Frita (Guindaille)
- 1999: Chaleur (Guindaille/Bond-Age/Wagram)
- 2001: Todos (WCM/Small Axe/Tripsichord)
- 2009: Ya Basta!!!!! (Todos Productions)
- 2013: Les caméléons (Todos Productions)

### Videoalben
- 2005: Live (Wagram)